# CEDEC
CEDEC（セデック、英語: Computer Entertainment Developers Conference）は、ゲーム会社からなる一般社団法人コンピュータエンターテインメント協会 (CESA) が主催する日本国内最大のゲーム開発者向け技術交流会である。"CESA Developers Conference"を縮めた名称が由来であり、2010年までは正式名称とされていたが、2011年からは"Computer Entertainment Developers Conference"が正式名称となっている。

## 来歴
CEDECは、これまでの東京ゲームショウで併催されていた技術説明会を独立したイベントとして一新させたものであり、1999年に第一回のCEDECが幕張メッセで開催され、以後毎年会場を変えながら規模を拡大し続けている。
初期は会場として大学キャンパスを使用しており、会期は2日間で来場者は1500名程度であった。2004年からは会期を3日間に拡大し、2009年からは規模が大きくなりすぎたためパシフィコ横浜を主な会場地としている。以降は来場者が延べ3万人に達し、国内最大規模のゲーム開発者カンファレンスとなっている。
2008年からは、ゲーム開発者らの投票によって決まるCEDEC AWARDSの授賞式も行われている。
2011年から、これまでのCEDECで使用された講演資料などが、"CEDEC Digital Library" (CEDiL) にて公開されている。